# Gonometopus triapicalis
Gonometopus triapicalis is een keversoort uit de familie vliegende herten (Lucanidae). De wetenschappelijke naam van de soort is voor het eerst geldig gepubliceerd in 1915 door Houlbert.